# Prix Franz-Nabl
Le prix Franz-Nabl est un prix littéraire attribué tous les deux ans par la ville de Graz en Autriche. Doté de 14 500 euros, il porte le nom du narrateur et dramaturge autrichien Franz Nabl.

## Lauréats
- 1975 : Elias Canetti
- 1977 : Manès Sperber
- 1979 : Ilse Aichinger
- 1981 : Hermann Lenz
- 1983 : Christa Wolf
- 1985 : Peter Handke 
 (prix "transmis" à Michael Donhauser et Walter Grond)
- 1987 : Wolfgang Koeppen
- 1989 : H.C. Artmann
- 1991 : Wilhelm Muster
- 1993 : Martin Walser
- 1995 : Christoph Ransmayr
- 1997 : Herta Müller
- 1999 : Barbara Frischmuth
- 2001 : Urs Widmer
- 2003 : Norbert Gstrein
- 2005 : Josef Winkler
- 2007 : Terézia Mora
- 2009 : Alfred Kolleritsch[1]
- 2011 : Angela Krauß
- 2013 : Florjan Lipuš
- 2015 : Marlene Streeruwitz
- 2017 : Dževad Karahasan
- 2019 : Olga Flor